# Lista odcinków serialu Prawo i porządek
Poniżej znajduje się lista odcinków serialu telewizyjnego Prawo i porządek – emitowanego przez amerykańską stację telewizyjną NBC od 13 września 1990 roku do 24 maja 2010 roku. Łącznie powstało 20 sezonów, 456 odcinków. W Polsce były wyemitowane wszystkie sezony przez 13th Street Universal, Hallmark Channel oraz TVP1.
| Sezon | Sezon | Odcinki | Oryginalna emisja    | Oryginalna emisja |
| Sezon | Sezon | Odcinki | Premiera sezonu      | Finał sezonu      |
| ----- | ----- | ------- | -------------------- | ----------------- |
|       | 1     | 22      | 13 września 1990     | 9 czerwca 1991    |
|       | 2     | 22      | 17 września 1991     | 14 maja 1992      |
|       | 3     | 22      | 23 września 1992     | 19 maja 1993      |
|       | 4     | 22      | 15 września 1993     | 25 maja 1994      |
|       | 5     | 23      | 21 września 1992     | 24 maja 1993      |
|       | 6     | 23      | 20 września 1995     | 22 maja 1996      |
|       | 7     | 23      | 18 września 1996     | 21 maja 1997      |
|       | 8     | 24      | 24 września 1997     | 20 maja 1998      |
|       | 9     | 24      | 23 września 1998     | 26 maja 1999      |
|       | 10    | 24      | 22 września 1999     | 24 maja 2000      |
|       | 11    | 24      | 18 października 2000 | 23 maja 2001      |
|       | 12    | 24      | 26 września 2001     | 22 maja 2002      |
|       | 13    | 24      | 2 października 2002  | 21 maja 2003      |
|       | 14    | 24      | 24 września 2003     | 19 maja 2004      |
|       | 15    | 24      | 24 września 2004     | 19 maja 2005      |
|       | 16    | 22      | 21 września 2005     | 17 maja 2006      |
|       | 17    | 22      | 22 września 2006     | 18 maja 2007      |
|       | 18    | 18      | 2 stycznia 2008      | 21 maja 2009      |
|       | 19    | 22      | 5 listopada 2008     | 3 czerwca 2009    |
|       | 20    | 23      | 25 września 2009     | 24 maja 2010      |

## Sezon 1 (1990-1991)
| №  | #  | Tytuł                            | Reżyseria            | Scenariusz                                                     | Premiera             |
| -- | -- | -------------------------------- | -------------------- | -------------------------------------------------------------- | -------------------- |
| 1  | 1  | Prescription for Death           | John P. Whitesell II | David Black, Ed Zuckerman                                      | 13 września 1990     |
| 2  | 2  | Subterranean Homeboy Blues       | E.W. Swackhamer      | Robert Palm                                                    | 20 września 1990     |
| 3  | 3  | The Reaper's Helper              | Vern Gillum          | Thomas Francis McElroy, David Black, Robert Stuart Nathan      | 4 października 1990  |
| 4  | 4  | Kiss the Girls and Make Them Die | Charles Correll      | Robert Stuart Nathan, Dick Wolf                                | 11 października 1990 |
| 5  | 5  | Happily Ever After               | Vern Gillum          | Robert Stuart Nathan, Dick Wolf, David Black                   | 23 października 1990 |
| 6  | 6  | Everybody's Favorite Bagman      | John Patterson       | Dick Wolf                                                      | 30 października 1990 |
| 7  | 7  | By Hooker, By Crook              | Martin Davidson      | David Black                                                    | 13 listopada 1990    |
| 8  | 8  | Poison Ivy                       | E.W. Swackhamer      | Jack Richardson, Jacob Brackman                                | 20 listopada 1990    |
| 9  | 9  | Indifference                     | James Quinn          | Robert Palm                                                    | 27 listopada 1990    |
| 10 | 10 | Prisoner of Love                 | Michael Fresco       | David Black, Robert Stuart Nathan                              | 4 grudnia 1990       |
| 11 | 11 | Out of the Half-Light            | E. W. Swackhamer     | Michael Duggan                                                 | 11 grudnia 1990      |
| 12 | 12 | Life Choice                      | Aaron Lipstadt       | David Black, Robert Stuart Nathan, Dick Wolf                   | 8 stycznia 1991      |
| 13 | 13 | A Death in the Family            | Gwen Arner           | David Black, Joe Viola                                         | 15 stycznia 1991     |
| 14 | 14 | The Violence of Summer           | Don Scardino         | Michael Duggan                                                 | 5 lutego 1991        |
| 15 | 15 | The Torrents of Greed: Part 1    | E.W. Swackhamer      | Michael Duggan, Michael S. Chernuchin                          | 12 lutego 1991       |
| 16 | 16 | The Torrents of Greed: Part 2    | E.W. Swackhamer      | Michael S. Chernuchin, Michael Duggan                          | 19 lutego 1991       |
| 17 | 17 | Mushrooms                        | Daniel Sackheim      | Robert Palm                                                    | 26 lutego 1991       |
| 18 | 18 | The Secret Sharers               | E.W. Swackhamer      | Robert Stuart Nathan                                           | 12 marca 1991        |
| 19 | 19 | The Serpent's Tooth              | Don Scardino         | René Balcer, Robert Stuart Nathan, I.C. Rapoport, Joshua Stern | 19 marca 1991        |
| 20 | 20 | The Troubles                     | John Whitesell       | Dick Wolf, Robert Palm                                         | 26 marca 1991        |
| 21 | 21 | Sonata for a Solo Organ          | Fred Gerber          | Joe Morgenstern, Michael S. Chernuchin, Michael Duggan         | 2 kwietnia 1991      |
| 22 | 22 | The Blue Wall                    | Vern Gillum          | Robert Stuart Nathan, Dick Wolf                                | 9 czerwca 1991       |

## Sezon 2 (1991-1992)
| №  | #  | Tytuł                   | Reżyseria         | Scenariusz                                                 | Premiera             |
| -- | -- | ----------------------- | ----------------- | ---------------------------------------------------------- | -------------------- |
| 23 | 1  | Confession              | Fred Gerber       | Michael Duggan, Robert Palm                                | 17 września 1991     |
| 24 | 2  | The Wages of Love       | Ed Sherin         | Robert Stuart Nathan, Ed Zuckerman                         | 24 września 1991     |
| 25 | 3  | Aria                    | Don Scardino      | Christine Roum, Michael S. Chernuchin                      | 1 października 1991  |
| 26 | 4  | Asylum                  | Kristoffer Tabori | Kathy McCormick, Robert Palm                               | 8 października 1991  |
| 27 | 5  | God Bless the Child     | E.W. Swackhamer   | David Black, Robert Stuart Nathan                          | 22 października 1991 |
| 28 | 6  | Misconception           | Daniel Sackheim   | Michael Duggan, Michael S. Chernuchin                      | 29 października 1991 |
| 29 | 7  | In Memory Of            | Ed Sherin         | Robert Stuart Nathan, David Black, Siobhan Byrne           | 5 listopada 1991     |
| 30 | 8  | Out of Control          | John Whitesell    | Jack Richardson, David Black, Robert Stuart Nathan         | 12 listopada 1991    |
| 31 | 9  | Renunciation            | Gwen Arner        | Michael S. Chernuchin, Joe Morgenstern                     | 18 listopada 1991    |
| 32 | 10 | Heaven                  | Ed Sherin         | Nancy Ann Miller, Robert Palm                              | 26 listopada 1991    |
| 33 | 11 | His Hour Upon the Stage | Steve Cohen       | Robert Stuart Nathan, Giles Blunt                          | 10 grudnia 1991      |
| 34 | 12 | Star Struck             | Ed Sherin         | Robert Stuart Nathan, Sally Nemeth, David Black, Alan Gelb | 7 stycznia 1992      |
| 35 | 13 | Severance               | James Frawley     | Michael S. Chernuchin, William N. Forbes, Michael Duggan   | 14 stycznia 1992     |
| 36 | 14 | Blood Is Thicker...     | Peter Levin       | Robert Stuart Nathan, Zuckerman                            | 4 lutego 1992        |
| 37 | 15 | Trust                   | Daniel Sackheim   | René Balcer, Michael Duggan                                | 11 lutego 1992       |
| 38 | 16 | Vengeance               | Daniel Sackheim   | Michael S. Chernuchin, René Balcer, Peter S. Greenberg     | 18 lutego 1992       |
| 39 | 17 | Sisters of Mercy        | Fred Gerber       | René Balcer, Robert Palm                                   | 3 marca 1992         |
| 40 | 18 | Cradle to Grave         | James Frawley     | Robert Stuart Nathan, Sally Nemeth                         | 31 marca 1992        |
| 41 | 19 | The Fertile Fields      | Ed Sherin         | Michael S. Chernuchin, René Balcer                         | 7 kwietnia 1992      |
| 42 | 20 | Intolerance             | Steve Robman      | Robert Stuart Nathan, Sally Nemeth                         | 14 kwietnia 1992     |
| 43 | 21 | Silence                 | Ed Sherin         | Michael S. Chernuchin, René Balcer, Michael Duggan         | 28 kwietnia 1992     |
| 44 | 22 | The Working Stiff       | Daniel Sackheim   | Robert Palm, William N. Fordes                             | 14 maja 1992         |

## Sezon 3 (1992-1993)
| №  | #  | Tytuł              | Reżyseria          | Scenariusz                                                          | Premiera             |
| -- | -- | ------------------ | ------------------ | ------------------------------------------------------------------- | -------------------- |
| 45 | 1  | Skin Deep          | Daniel Sackheim    | Robert Nathan, Gordon Rayfield                                      | 23 września 1992     |
| 46 | 2  | Conspiracy         | Ed Sherin          | Michael S. Chernuchin, René Balcer                                  | 30 września 1992     |
| 47 | 3  | Forgiveness        | Bill D’Elia        | Ed Zuckerman, Robert Nathan                                         | 7 października 1992  |
| 48 | 4  | The Corporate Veil | Don Scardino       | Joe Morgenstern, Michael S. Chernuchin                              | 14 października 1992 |
| 49 | 5  | Wedded Bliss       | Vern Gillum        | Robert Nathan, Edward Pomerantz                                     | 21 października 1992 |
| 50 | 6  | Helpless           | James Frawley      | Michael S. Chernuchin, Christine Roum                               | 4 listopada 1992     |
| 51 | 7  | Self Defense       | Ed Sherin          | Hall Powell, René Balcer                                            | 11 listopada 1992    |
| 52 | 8  | Prince of Darkness | Gilbert M. Shilton | Robert Nathan, William N. Fordes                                    | 18 listopada 1992    |
| 53 | 9  | Point of View      | Gilbert Moses      | Walon Green, René Balcer                                            | 25 listopada 1992    |
| 54 | 10 | Consultation       | James Hayman       | Matt Kiene, Joe Reinkemeyer                                         | 9 grudnia 1992       |
| 55 | 11 | Extended Family    | Charlie Correll    | Wendell Rawls, Robert Nathan                                        | 6 stycznia 1993      |
| 56 | 12 | Right to Counsel   | James Frawley      | Michael S. Chernuchin, Barry M. Schkolnick                          | 13 stycznia 1993     |
| 57 | 13 | Night and Fog      | Ed Sherin          | Michael S. Chernuchin, René Balcer                                  | 3 lutego 1993        |
| 58 | 14 | Promises to Keep   | Ed Sherin          | Douglas Stark, Robert Nathan, Joshua Stern, William N. Fordes       | 10 lutego 1993       |
| 59 | 15 | Mother Love        | Daniel Sackheim    | Robert Nathan, Walon Green                                          | 24 lutego 1993       |
| 60 | 16 | Jurisdiction       | Bruce Seth Green   | Walon Green, René Balcer                                            | 3 marca 1993         |
| 61 | 17 | Conduct Unbecoming | Arthur W. Forney   | Michael S. Chernuchin, Walon Green, Peter S. Greenberg, René Balcer | 10 marca 1993        |
| 62 | 18 | Animal Instinct    | Ed Sherin          | Michael S. Chernuchin, Sibyl Gardner                                | 17 marca 1993        |
| 63 | 19 | Virus              | Steve Robman       | Michael S. Chernuchin, René Balcer                                  | 21 kwietnia 1993     |
| 64 | 20 | Securitate         | James Hayman       | Matt Kiene, Joe Reinkemeyer                                         | 5 maja 1993          |
| 65 | 21 | Manhood            | Ed Sherin          | Robert Nathan, Walon Green                                          | 12 maja 1993         |
| 66 | 22 | Benevolence        | Ed Sherin          | Doug Palau, René Balcer                                             | 19 maja 1993         |

## Sezon 4 (1993-1994)
| №  | #  | Tytuł                    | Reżyseria          | Scenariusz                                           | Premiera             |
| -- | -- | ------------------------ | ------------------ | ---------------------------------------------------- | -------------------- |
| 67 | 1  | Sweeps                   | James Frawley      | Craig McNeer, Robert Nathan                          | 15 września 1993     |
| 68 | 2  | Volunteers               | James Quinn        | René Balcer                                          | 29 września 1993     |
| 69 | 3  | Discord                  | Ed Sherin          | Michael S. Chernuchin                                | 6 października 1993  |
| 70 | 4  | Profile                  | E.W. Swackhamer    | Gordon Rayfield, Ed Zuckerman                        | 13 października 1993 |
| 71 | 5  | Black Tie                | Arthur W. Forney   | Michael S. Chernuchin, Walon Green                   | 20 października 1993 |
| 72 | 6  | Pride and Joy            | Gilbert M. Shilton | Edward Pomerantz, Robert Nathan                      | 27 października 1993 |
| 73 | 7  | Apocrypha                | Gabrielle Beaumont | Michael S. Chernuchin                                | 3 listopada 1993     |
| 74 | 8  | American Dream           | Constantine Makris | Sibyl Gardner                                        | 9 listopada 1993     |
| 75 | 9  | Born Bad                 | Fred Gerber        | Michael S. Chernuchin, Sally Nemeth                  | 16 listopada 1993    |
| 76 | 10 | The Pursuit of Happiness | Dann Florek        | Morgan Gendel, Robert Nathan                         | 1 grudnia 1993       |
| 77 | 11 | Golden Years             | Helaine Head       | Doug Palau, Ed Zuckerman                             | 5 stycznia 1994      |
| 78 | 12 | Snatched                 | Constantine Makris | Walon Green, René Balcer                             | 12 stycznia 1994     |
| 79 | 13 | Breeder                  | Arthur W. Forney   | Michael S. Chernuchin, René Balcer                   | 19 stycznia 1994     |
| 80 | 14 | Censure                  | Ed Sherin          | William N. Fordes                                    | 2 lutego 1994        |
| 81 | 15 | Kids                     | Don Scardino       | Michael Harbert, Robert Nathan                       | 9 lutego 1994        |
| 82 | 16 | Big Bang                 | Dann Florek        | Ed Zuckerman                                         | 2 marca 1994         |
| 83 | 17 | Mayhem                   | James Quinn        | Michael S. Chernuchin, Walon Green, René Balcer      | 9 marca 1994         |
| 84 | 18 | Wager                    | Ed Sherin          | Kevin Arkadie, Harvey Solomon, Michael S. Chernuchin | 30 marca 1994        |
| 85 | 19 | Sanctuary                | Arthur W. Forney   | Michael S. Chernuchin, William N. Fordes             | 13 kwietnia 1994     |
| 86 | 20 | Nurture                  | Jace Alexander     | Paris Qualles, Ed Zuckerman                          | 4 maja 1994          |
| 87 | 21 | Doubles                  | Ed Sherin          | Michael S. Chernuchin, René Balcer                   | 18 maja 1994         |
| 88 | 22 | Old Friends              | James Quinn        | Joshua Stern, Robert Nathan                          | 25 maja 1994         |

## Sezon 5 (1994-1995)
| №   | #  | Tytuł             | Reżyseria           | Scenariusz                                     | Premiera             |
| --- | -- | ----------------- | ------------------- | ---------------------------------------------- | -------------------- |
| 89  | 1  | Second Opinion    | Ed Sherin           | Michael S. Chernuchin, Jeremy R. Littman       | 21 września 1994     |
| 90  | 2  | Coma              | Jace Alexander      | Ed Zuckerman                                   | 28 września 1994     |
| 91  | 3  | Blue Bamboo       | Don Scardino        | Morgan Gendel, Hall Powell, René Balcer        | 5 października 1994  |
| 92  | 4  | Family Values     | Constantine Makris  | William N. Fordes, René Balcer                 | 12 października 1994 |
| 93  | 5  | White Rabbit      | Steve Robman        | Ed Zuckerman, Morgan Gendel                    | 19 października 1994 |
| 94  | 6  | Competence        | Fred Gerber         | Michael S. Chernuchin, Mark B. Perry           | 2 listopada 1994     |
| 95  | 7  | Precious          | Constantine Makris  | I. C. Rapoport, René Balcer                    | 9 listopada 1994     |
| 96  | 8  | Virtue            | Martha Mitchell     | Mark B. Perry, Jeremy R. Littman               | 23 listopada 1994    |
| 97  | 9  | Scoundrels        | Marc Laub           | Ed Zuckerman, Charles C. Mann                  | 30 listopada 1994    |
| 98  | 10 | House Counsel     | James Quinn         | Michael S. Chernuchin, Barry M. Schkolnick     | 4 stycznia 1995      |
| 99  | 11 | Guardian          | Christopher Misiano | Brad Markowitz, William N. Fordes, René Balcer | 11 stycznia 1995     |
| 100 | 12 | Progeny           | Don Scardino        | Ed Zuckerman, Morgan Gendel, Mark B. Perry     | 25 stycznia 1995     |
| 101 | 13 | Rage              | Arthur W. Forney    | Michael S. Chernuchin                          | 1 lutego 1995        |
| 102 | 14 | Performance       | Martha Mitchell     | René Balcer, Jeremy R. Littman, Ed Zuckerman   | 8 lutego 1995        |
| 103 | 15 | Seed              | Don Scardino        | Michael S. Chernuchin, Janis Diamond           | 15 lutego 1995       |
| 104 | 16 | Wannabe           | Lewis H. Gould      | I. C. Rapoport, René Balcer                    | 15 marca 1995        |
| 105 | 17 | Act of God        | Constantine Makris  | Ed Zuckerman, Walter Dallenbach                | 22 marca 1995        |
| 106 | 18 | Privileged        | Vincent Misiano     | Jeremy R. Littman, Suzanne O’Malley            | 5 kwietnia 1995      |
| 107 | 19 | Cruel and Unusual | Matthew Penn        | René Balcer, Michael S. Chernuchin             | 19 kwietnia 1995     |
| 108 | 20 | Bad Faith         | Dann Florek         | René Balcer                                    | 26 kwietnia 1995     |
| 109 | 21 | Purple Heart      | Arthur W. Forney    | Morgan Gendel, William N. Fordes               | 3 maja 1995          |
| 110 | 22 | Switch            | Christopher Misiano | Jeremy R. Littman, Sibyl Gardner               | 17 maja 1995         |
| 111 | 23 | Pride             | Ed Sherin           | Ed Zuckerman, Gene Ritchings                   | 24 maja 1995         |

## Sezon 6 (1995-1996)
| №   | #  | Tytuł          | Reżyseria           | Scenariusz                                                | Premiera             |
| --- | -- | -------------- | ------------------- | --------------------------------------------------------- | -------------------- |
| 112 | 1  | Bitter Fruit   | Constantine Makris  | Jeremy R. Littman, René Balcer                            | 20 września 1995     |
| 113 | 2  | Rebels         | Ed Sherin           | Ed Zuckerman, Suzanne O’Malley                            | 27 września 1995     |
| 114 | 3  | Savages        | Jace Alexander      | Michael S. Chernuchin, Barry M. Schkolnick, Morgan Gendel | 18 października 1995 |
| 115 | 4  | Jeopardy       | Christopher Misiano | Jeremy R. Littman, René Balcer                            | 1 listopada 1995     |
| 116 | 5  | Hot Pursuit    | Lewis H. Gould      | Ed Zuckerman, Morgan Gendel                               | 8 listopada 1995     |
| 117 | 6  | Paranoia       | Fred Gerber         | Michael S. Chernuchin                                     | 15 listopada 1995    |
| 118 | 7  | Humiliation    | Matthew Penn        | Michael S. Chernuchin, Barry M. Schkolnick                | 22 listopada 1995    |
| 119 | 8  | Angel          | Arthur W. Forney    | Michael S. Chernuchin, Janis Diamond                      | 29 listopada 1995    |
| 120 | 9  | Blood Libel    | Constantine Makris  | I. C. Rapoport, René Balcer                               | 3 stycznia 1996      |
| 121 | 10 | Remand         | Jace Alexander      | Elaine Loeser, René Balcer                                | 10 stycznia 1996     |
| 122 | 11 | Corpus Delicti | Christopher Misiano | Ed Zuckerman, Barry M. Schkolnick                         | 17 stycznia 1996     |
| 123 | 12 | Trophy         | Martha Mitchell     | Jeremy R. Littman, Ed Zuckerman                           | 31 stycznia 1996     |
| 124 | 13 | Charm City     | Ed Sherin           | Michael S. Chernuchin, Jorge Zamacona                     | 2 lutego 1996        |
| 125 | 14 | Custody        | Constantine Makris  | Morgan Gendel, René Balcer                                | 21 lutego 1996       |
| 126 | 15 | Encore         | Matthew Penn        | Jeremy R. Littman, Ed Zuckerman                           | 28 lutego 1996       |
| 127 | 16 | Savior         | David Platt         | Michael S. Chernuchin, Barry M. Schkolnick                | 13 marca 1996        |
| 128 | 17 | Deceit         | Vincent Misiano     | Eddie Feldmann, René Balcer                               | 27 marca 1996        |
| 129 | 18 | Atonement      | Martha Mitchell     | Morgan Gendel, Ed Zuckerman                               | 10 kwietnia 1996     |
| 130 | 19 | Slave          | Jace Alexander      | Elaine Loeser, René Balcer                                | 21 kwietnia 1996     |
| 131 | 20 | Girlfriends    | Christopher Misiano | Ed Zuckerman, Suzanne O’Malley, Jeremy R. Littman         | 1 maja 1996          |
| 132 | 21 | Pro Se         | Lewis H. Gould      | I. C. Rapoport, René Balcer                               | 8 maja 1996          |
| 133 | 22 | Homesick       | Matthew Penn        | Barry M. Schkolnick, Elaine Loeser, Michael S. Chernuchin | 15 maja 1996         |
| 134 | 23 | Aftershock     | Martha Mitchell     | Janis Diamond, Michael S. Chernuchin                      | 22 maja 1996         |

## Sezon 7 (1996-1997)
| №   | #  | Tytuł           | Polski tytuł         | Reżyseria           | Scenariusz                                      | Premiera             |
| --- | -- | --------------- | -------------------- | ------------------- | ----------------------------------------------- | -------------------- |
| 135 | 1  | Causa Mortis    | Causa Mortis         | Ed Sherin           | René Balcer                                     | 18 września 1996     |
| 136 | 2  | I.D.            | I.D.                 | Constantine Makris  | Ed Zuckerman                                    | 25 września 1996     |
| 137 | 3  | Good Girl       | Dobra dziewczynka    | Jace Alexander      | Jeremy R. Littman                               | 7 października 1996  |
| 138 | 4  | Survivor        | Ocalony              | Vincent Misiano     | Barry M. Schkolnick                             | 23 października 1996 |
| 139 | 5  | Corruption      | Korupcja             | Matthew Penn        | Gardner Stern, René Balcer                      | 30 października 1996 |
| 140 | 6  | Double Blind    | Podwójna ślepa próba | Christopher Misiano | Jeremy R. Littman, William N. Fordes            | 6 listopada 1996     |
| 141 | 7  | Deadbeat        | Dłużnik              | Constantine Makris  | Ed Zuckerman, I. C. Rapoport                    | 13 listopada 1996    |
| 142 | 8  | Family Business | Interes rodzinny     | Lewis H. Gould      | Gardner Stern, Barry M. Schkolnick              | 20 listopada 1996    |
| 143 | 9  | Entrapment      | Prowokacja           | Matthew Penn        | René Balcer, Richard Sweren                     | 8 stycznia 1997      |
| 144 | 10 | Legacy          | Spadek               | Brian Mertes        | Ed Zuckerman, Jeremy R. Littman                 | 15 stycznia 1997     |
| 145 | 11 | Menace          | Zagrożenie           | Constantine Makris  | I. C. Rapoport, Barry M. Schkolnick             | 5 lutego 1997        |
| 146 | 12 | Barter          | Barter               | Dan Karlok          | Eddie Feldmann, René Balcer                     | 12 lutego 1997       |
| 147 | 13 | Matrimony       | Małżeństwo           | Lewis H. Gould      | Ed Zuckerman, Richard Sweren                    | 19 lutego 1997       |
| 148 | 14 | Working Mom     | Pracująca mama       | Jace Alexander      | Jeremy R. Littman, I. C. Rapoport               | 26 lutego 1997       |
| 149 | 15 | D-Girl          | Dziewczyna z planu   | Ed Sherin           | Gardner Stern, Ed Zuckerman, René Balcer        | 13 marca 1997        |
| 150 | 16 | Turnaround      | Zwrot o 180 stopni   | Ed Sherin           | Gardner Stern, Ed Zuckerman, René Balcer        | 20 marca 1997        |
| 151 | 17 | Showtime        | Showtime             | Ed Sherin           | Gardner Stern, Ed Zuckerman, René Balcer        | 27 marca 1997        |
| 152 | 18 | Mad Dog         | Wściekły pies        | Christopher Misiano | René Balcer                                     | 2 kwietnia 1997      |
| 153 | 19 | Double Down     | Podwójna stawka      | Arthur W. Forney    | Richard Sweren, Shimon Wincelberg, Ed Zuckerman | 16 kwietnia 1997     |
| 154 | 20 | We Like Mike    | Lubimy Mike’a        | David Platt         | Gardner Stern, I. C. Rapoport                   | 30 kwietnia 1997     |
| 155 | 21 | Passion         | Namiętność           | Constantine Makris  | Barry M. Schkolnick, Richard Sweren             | 7 maja 1997          |
| 156 | 22 | Past Imperfect  | Rysa na przeszłości  | Christopher Misiano | Janis Diamond                                   | 14 maja 1997         |
| 157 | 23 | Terminal        | Terminal             | Constantine Makris  | Ed Zuckerman, René Balcer                       | 7 maja 1997          |

## Sezon 8 (1997-1998)
| №   | #  | Tytuł               | Polski tytuł            | Reżyseria           | Scenariusz                        | Premiera             |
| --- | -- | ------------------- | ----------------------- | ------------------- | --------------------------------- | -------------------- |
| 158 | 1  | Thrill              | Dreszczyk               | Martha Mitchell     | René Balcer                       | 24 września 1997     |
| 159 | 2  | Denial              | Zaprzeczenie            | Christopher Misiano | René Balcer, David Shore          | 8 października 1997  |
| 160 | 3  | Navy Blues          | Marynarski blues        | Jace Alexander      | Kathy McCormick, Dick Wolf        | 15 października 1997 |
| 161 | 4  | Harvest             | Żniwa                   | Matthew Penn        | I. C. Rapoport, René Balcer       | 29 października 1997 |
| 162 | 5  | Nullification       | Unieważnienie           | Constantine Makris  | David Black                       | 5 listopada 1997     |
| 163 | 6  | Baby, It's You      | Kochanie to ty          | Ed Sherin           | Jorge Zamacona                    | 12 listopada 1997    |
| 164 | 7  | Blood               | Krew                    | Jace Alexander      | Craig Tepper, René Balcer         | 19 listopada 1997    |
| 165 | 8  | Shadow              | Cień                    | Matthew Penn        | Richard Sweren                    | 26 listopada 1997    |
| 166 | 9  | Burned              | W płomieniach           | Constantine Makris  | Siobhan B. O’Connor               | 10 grudnia 1997      |
| 167 | 10 | Ritual              | Rytuał                  | Brian Mertes        | Kathy McCormick, Richard Sweren   | 17 grudnia 1997      |
| 168 | 11 | Under the Influence | Pod wpływem             | Adam Davidson       | René Balcer                       | 7 stycznia 1998      |
| 169 | 12 | Expert              | Ekspert                 | Lewis H. Gould      | David Shore, I. C. Rapoport       | 21 stycznia 1998     |
| 170 | 13 | Castoff             | Castoff                 | Gloria Muzio        | David Black, Harold Schecter      | 28 stycznia 1998     |
| 171 | 14 | Grief               | Żal                     | Christopher Misiano | Suzanne Oshry                     | 4 lutego 1998        |
| 172 | 15 | Faccia a Faccia     | Faccia a Faccia         | Martha Mitchell     | René Balcer, Eddie Feldmann       | 25 lutego 1998       |
| 173 | 16 | Divorce             | Rozwód                  | Constantine Makris  | Barry M. Schkolnick               | 4 marca 1998         |
| 174 | 17 | Carrier             | Nosiciel                | J. Ranelli          | David Black                       | 1 kwietnia 1998      |
| 175 | 18 | Stalker             | Prześladowca            | Richard Dobbs       | Kathy McCormick                   | 15 kwietnia 1998     |
| 176 | 19 | Disappeared         | Zaginiony               | David Platt         | Richard Sweren, William N. Fordes | 22 kwietnia 1998     |
| 177 | 20 | Burden              | Brzemię                 | Constantine Makris  | David Shore, I. C. Rapoport       | 24 kwietnia 1998     |
| 178 | 21 | Bad Girl            | Niegrzeczna dziewczynka | Jace Alexander      | Richard Sweren, René Balcer       | 28 kwietnia 1998     |
| 179 | 22 | Damaged             | Skaza                   | Constantine Makris  | Janis Diamond                     | 6 maja 1998          |
| 180 | 23 | Tabloid             | Brukowiec               | Brian Mertes        | David Black, Alec Baldwin         | 13 maja 1998         |
| 181 | 24 | Monster             | Potwór                  | Ed Sherin           | Richard Sweren, René Balcer       | 20 maja 1998         |

## Sezon 9 (1999-2000)
| №   | #  | Tytuł           | Polski tytuł        | Reżyseria           | Scenariusz                                        | Premiera             |
| --- | -- | --------------- | ------------------- | ------------------- | ------------------------------------------------- | -------------------- |
| 182 | 1  | Cherished       | Skarb               | Ed Sherin           | Kathy McCormick, Carl Nelson, Scott Tobin         | 23 września 1998     |
| 183 | 2  | DWB             | Wykroczenie         | Constantine Makris  | René Balcer, Kathy McCormick                      | 7 października 1998  |
| 184 | 3  | Bait            | Przynęta            | Lewis H. Gould      | I. C. Rapoport, David Shore                       | 14 października 1998 |
| 185 | 4  | Flight          | Lot                 | David Platt         | Richard Sweren, William N. Fordes                 | 21 października 1998 |
| 186 | 5  | Agony           | Agonia              | Constantine Makris  | Kathy McCormick                                   | 4 listopada 1998     |
| 187 | 6  | Scrambled       | Zamęt               | Martha Mitchell     | Dick Teresi, Ed Zuckerman, Judith Hopper          | 11 listopada 1998    |
| 188 | 7  | Venom           | Jad                 | Jace Alexander      | I. C. Rapoport, David Shore                       | 18 listopada 1998    |
| 189 | 8  | Punk            | Punk                | Matthew Penn        | Matt Witten, Richard Sweren                       | 25 listopada 1998    |
| 190 | 9  | True North      | Prawdziwa Północ    | Arthur W. Forney    | Ed Zuckerman                                      | 9 grudnia 1998       |
| 191 | 10 | Hate            | Nienawiść           | Constantine Makris  | René Balcer                                       | 6 stycznia 1999      |
| 192 | 11 | Ramparts        | Nasyp               | Matthew Penn        | Kathy McCormick, Lynne E. Litt                    | 13 stycznia 1999     |
| 193 | 12 | Haven           | Przystań            | David Platt         | David Shore, I. C. Rapoport                       | 10 lutego 1999       |
| 194 | 13 | Hunters         | Łowcy               | Richard Dobbs       | Gerry Conway, William N. Fordes                   | 10 lutego 1999       |
| 195 | 14 | Sideshow        | Poza główną sceną   | Ed Sherin           | René Balcer                                       | 17 lutego 1999       |
| 196 | 15 | Disciple        | Uczeń               | Martha Mitchell     | Kathy McCormick, Lynne E. Litt, Richard Sweren    | 24 lutego 1999       |
| 197 | 16 | Harm            | Krzywda             | Richard Dobbs       | Eddie Feldmann, René Balcer                       | 3 marca 1999         |
| 198 | 17 | Shield          | Tarcza              | Stephen Wertimer    | David Shore, I. C. Rapoport, René Balcer          | 24 marca 1999        |
| 199 | 18 | Juvenile        | Nieletni przestępca | Lewis H. Gould      | Richard Sweren, Lynne E. Litt                     | 14 kwietnia 1999     |
| 200 | 19 | Tabula Rasa     | Tabula Rasa         | Richard Dobbs       | William N. Fordes, Kathy McCormick                | 21 kwietnia 1999     |
| 201 | 20 | Empire          | Imperium            | Matthew Penn        | René Balcer                                       | 5 maja 1999          |
| 202 | 21 | Ambitious       | Ambicje             | Christopher Misiano | Barry M. Schkolnick, Richard Sweren               | 12 maja 1999         |
| 203 | 22 | Admissions      | Prawo wstępu        | Jace Alexander      | William N. Fordes, Lynne E. Litt, Kathy McCormick | 19 maja 1999         |
| 204 | 23 | Refuge (Part 1) | Schronienie część 1 | Constantine Makris  | René Balcer                                       | 26 maja 1999         |
| 205 | 24 | Refuge (Part 2) | Schronienie część 2 | Constantine Makris  | René Balcer                                       | 26 maja 1999         |

## Sezon 10 (1999-2000)
| №   | #  | Tytuł                 | Polski tytuł              | Reżyseria           | Scenariusz                                                  | Premiera             |
| --- | -- | --------------------- | ------------------------- | ------------------- | ----------------------------------------------------------- | -------------------- |
| 206 | 1  | Gunshow               | Pokaz broni               | Ed Sherin           | René Balcer                                                 | 22 września 1999     |
| 207 | 2  | Killerz               | Zabójcy                   | Constantine Makris  | Richard Sweren                                              | 29 września 1999     |
| 208 | 3  | DNR                   | Nie reanimować            | David Platt         | Kathy McCormick, William N. Fordes                          | 6 października 1999  |
| 209 | 4  | Merger                | Fuzja                     | Stephen Wertimer    | Lynn Mamet                                                  | 13 października 1999 |
| 210 | 5  | Justice               | Sprawiedliwość            | Matthew Penn        | Gerry Conway, William N. Fordes                             | 10 listopada 1999    |
| 211 | 6  | Marathon              | Maraton                   | Jace Alexander      | Richard Sweren, Matt Witten                                 | 17 listopada 1999    |
| 212 | 7  | Patsy                 | Frajer                    | David Platt         | Lynne E. Litt, René Balcer                                  | 24 listopada 1999    |
| 213 | 8  | Blood Money           | Krwawe pieniądze          | Matthew Penn        | Barry Schindel                                              | 1 grudnia 1999       |
| 214 | 9  | Sundown               | Zachód słońca             | Jace Alexander      | Krista Vernoff, William N. Fordes                           | 15 grudnia 1999      |
| 215 | 10 | Loco Parentis         | Loco Parentis             | Constantine Makris  | Richard Sweren, Matt Witten                                 | 5 stycznia 2000      |
| 216 | 11 | Collision             | Kolizja                   | David Platt         | William N. Fordes, Gerry Conway                             | 26 stycznia 2000     |
| 217 | 12 | Mother’s Milk         | Mleko matki               | Richard Dobbs       | Lynn Mamet, Barry Schindel                                  | 9 lutego 2000        |
| 218 | 13 | Panic                 | Panika                    | Constantine Makris  | William N. Fordes, Lynn Mamet, Kathy McCormick, Matt Witten | 16 lutego 2000       |
| 219 | 14 | Entitled              | Przywilej                 | Ed Sherin           | René Balcer, Richard Sweren, Dick Wolf                      | 18 lutego 2000       |
| 220 | 15 | Fools for Love        | Miłość jest ślepa         | Christopher Misiano | Kathy McCormick, Lynne E. Litt                              | 23 lutego 2000       |
| 221 | 16 | Trade This            | Przehandluj to            | Jace Alexander      | Barry Schindel, René Balcer                                 | 1 marca 2000         |
| 222 | 17 | Black, White and Blue | Czarny, biały i niebieski | Constantine Makris  | Lynne E. Litt, Richard Sweren, Matt Witten                  | 22 marca 2000        |
| 223 | 18 | Mega                  | Mega                      | David Platt         | William N. Fordes, Lynn Mamet                               | 5 kwietnia 2000      |
| 224 | 19 | Surrender Dorothy     | Dorothy, poddaj się       | Martha Mitchell     | Barry Schindel, Matt Witten                                 | 26 kwietnia 2000     |
| 225 | 20 | Untitled              | Bez tytułu                | Jace Alexander      | Richard Sweren, Barry M. Schkolnick                         | 3 maja 2000          |
| 226 | 21 | Narcosis              | Narkoza                   | Constantine Makris  | Lynne E. Litt, Kathy McCormick                              | 10 maja 2000         |
| 227 | 22 | High & Low            | Wzloty i upadki           | Richard Dobbs       | Gerry Conway, William N. Fordes                             | 17 maja 2000         |
| 228 | 23 | Stiff                 | Sztywniak                 | Jace Alexander      | Hall Powell, René Balcer                                    | 24 maja 2000         |
| 229 | 24 | Vaya Con Dios         | Vaya Con Dios             | Christopher Misiano | René Balcer, Richard Sweren                                 | 24 maja 2000         |

## Sezon 11 (2000-2001)
| №   | #  | Tytuł                               | Polski tytuł                     | Reżyseria          | Scenariusz                                    | Premiera             |
| --- | -- | ----------------------------------- | -------------------------------- | ------------------ | --------------------------------------------- | -------------------- |
| 230 | 1  | Endurance                           | Odporność                        | Constantine Makris | Matt Witten                                   | 18 października 2000 |
| 231 | 2  | Turnstile Justice                   | Meandry sprawiedliwości          | Richard Dobbs      | Barry Schindel                                | 25 października 2000 |
| 232 | 3  | Dissonance                          | Dysharmonia                      | Lewis H. Gould     | Wendy Battles                                 | 1 listopada 2000     |
| 233 | 4  | Standoff                            | Martwy punkt                     | Jace Alexander     | P.K. Todd                                     | 8 listopada 2000     |
| 234 | 5  | Return                              | Powrót                           | Stephen Wertimer   | Aaron Zelman                                  | 15 listopada 2000    |
| 235 | 6  | Burn Baby Burn                      | Zawodowa uczciwość               | David Platt        | Richard Sweren                                | 22 listopada 2000    |
| 236 | 7  | Amends                              | Rekompensata                     | Matthew Penn       | William N. Fordes                             | 29 listopada 2000    |
| 237 | 8  | Thin Ice                            | Po cienkim lodzie                | Jace Alexander     | Barry Schindel, Matt Witten, Bernard Goldberg | 20 grudnia 2000      |
| 238 | 9  | Hubris                              | Nieposkromiona pycha             | Constantine Makris | Kathy McCormick, Wendy Battles                | 10 stycznia 2001     |
| 239 | 10 | Whose Monkey Is It Anyway?          | Czyja to małpa?                  | Vincent Misiano    | William M. Finkelstein                        | 17 stycznia 2001     |
| 240 | 11 | Sunday in the Park with Jorge       | Niedziela w parku z Jorge        | James Quinn        | William M. Finkelstein                        | 24 stycznia 2001     |
| 241 | 12 | Teenage Wasteland                   | Nastolatki z marginesu           | Constantine Makris | Aaron Zelman, Barry Schindel                  | 7 lutego 2001        |
| 242 | 13 | Phobia                              | Fobia                            | David Platt        | Wendy Battles, Lynn Mamet, Kathy McCormick    | 14 lutego 2001       |
| 243 | 14 | A Losing Season                     | Sezon strat                      | Jace Alexander     | Wendy Battles, Barry Schindel                 | 21 lutego 2001       |
| 244 | 15 | Swept Away – A Very Special Episode | O krok za daleko                 | James Quinn        | William M. Finkelstein                        | 28 lutego 2001       |
| 245 | 16 | Bronx Cheer                         | Zasadzka na handlarza narkotyków | Richard Dobbs      | Wendy Battles, Richard Sweren                 | 14 marca 2001        |
| 246 | 17 | Ego                                 | Ego                              | James Quinn        | William N. Fordes, Wendy Battles              | 21 marca 2001        |
| 247 | 18 | White Lie                           | Niewinne kłamstwo                | Don Scardino       | Richard Sweren, Aaron Zelman                  | 4 kwietnia 2001      |
| 248 | 19 | Whiplash                            | Urazy kręgosłupa                 | Richard Dobbs      | Richard Zelman, Matt Witten                   | 18 kwietnia 2001     |
| 249 | 20 | All My Children                     | Wszystkie moje dzieci            | David Platt        | Barry Schindel, Noah Baylin                   | 2 maja 2001          |
| 250 | 21 | Brother's Keeper                    | Strażnik brata                   | Constantine Makris | René Balcer, Joe Gannon                       | 9 maja 2001          |
| 251 | 22 | School Daze                         | Strzelanina w szkole             | Eric Overmyer      | Barry Schindel                                | 16 maja 2001         |
| 252 | 23 | Judge Dread                         | Sędzia strach                    | David Platt        | Richard Sweren, Aaron Zelman                  | 23 maja 2001         |
| 253 | 24 | Deep Vote                           | Polityczne koneksje              | Jace Alexander     | Matt Witten, William N. Fordes                | 23 maja 2001         |

## Sezon 12 (2001-2002)
| №   | #  | Tytuł                 | Polski tytuł                | Reżyseria          | Scenariusz                                     | Premiera             |
| --- | -- | --------------------- | --------------------------- | ------------------ | ---------------------------------------------- | -------------------- |
| 254 | 1  | Who Let the Dogs Out? | Pies morderca               | Don Scardino       | Douglas Stark, Kathy McCormick                 | 6 października 2001  |
| 255 | 2  | Armed Forces          | Siły zbrojne                | Martha Mitchell    | Sean Jablonski, Richard Sweren                 | 3 października 2001  |
| 256 | 3  | For Love or Money     | Z miłości czy dla pieniędzy | Constantine Makris | Sean Jablonski, Wendy Battles                  | 10 października 2001 |
| 257 | 4  | Soldier of Fortune    | Żołnierz fortuny            | Richard Dobbs      | Barry Schindel                                 | 24 października 2001 |
| 258 | 5  | Possession            | Własność                    | James Quinn        | Robert Palm                                    | 31 października 2001 |
| 259 | 6  | Formerly Famous       | Przemijająca sława          | Richard Dobbs      | Wendy Battles, Marc Guggenheim                 | 7 listopada 2001     |
| 260 | 7  | Myth of Fingerprints  | Zwodnicze odciski palców    | David Platt        | Eric Overmyer, Aaron Zelman, Terri Kopp        | 14 listopada 2001    |
| 261 | 8  | The Fire This Time    | Śmierć w płomieniach        | David Platt        | David Black                                    | 21 listopada 2001    |
| 262 | 9  | Dawg Night            | Noc w klubie                | Stephen Wertimer   | Richard Sweren, Aaron Zelman                   | 28 listopada 2001    |
| 263 | 10 | Prejudice             | Uprzedzenia                 | Ed Sherin          | Jill Goldsmith                                 | 12 grudnia 2001      |
| 264 | 11 | The Collar            | Koloratka                   | Matthew Penn       | Richard Sweren                                 | 9 stycznia 2002      |
| 265 | 12 | Undercovered          | Ukryty motyw                | Jace Alexander     | Noah Baylin, Wendy Battles                     | 16 stycznia 2002     |
| 266 | 13 | DR 1-102              | Dr 1-102                    | Richard Dobbs      | Aaron Zelman, Marc Guggenheim                  | 30 stycznia 2002     |
| 267 | 14 | Missing               | Zaginiony                   | David Platt        | Eric Overmyer, Matt Witten, Barry Schindel     | 6 lutego 2002        |
| 268 | 15 | Access Nation         | Wszystko na sprzedaż        | Constantine Makris | Sean Jablonski, Teri Kopp                      | 27 lutego 2002       |
| 269 | 16 | Born Again            | Nowo narodzony              | Jace Alexander     | Jill Goldsmith, Matt Witten, William N. Fordes | 6 marca 2002         |
| 270 | 17 | Girl Most Likely      | To ta dziewczyna            | Steve Shill        | Lynn Mamet                                     | 27 marca 2002        |
| 271 | 18 | Equal Rights          | Równe prawa                 | James Quinn        | Terri Kopp                                     | 3 kwietnia 2002      |
| 272 | 19 | Slaughter             | Rzeź                        | Constantine Makris | Rob Wright                                     | 10 kwietnia 2002     |
| 273 | 20 | Dazzled               | Oślepiony                   | Lewis H. Gould     | Eric Overmyer, Matt Witten                     | 24 kwietnia 2002     |
| 274 | 21 | Foul Play             | Nieczyste zagranie          | Richard Dobbs      | Richard Sweren, Stuart Feldman                 | 1 maja 2002          |
| 275 | 22 | Attorney Client       | Klient adwokata             | Matthew Penn       | Jill Goldsmith                                 | 8 maja 2002          |
| 276 | 23 | Oxymoron              | Oksymoron                   | Constantine Makris | Michael Harbert                                | 5 maja 2002          |
| 277 | 24 | Patriot               | Patriota                    | David Platt        | William N. Fordes, Sean Jablonski              | 1 maja 2002          |

## Sezon 13 (2002-2003)
| №   | #  | Tytuł          | Polski tytuł                       | Reżyseria          | Scenariusz                         | Premiera             |
| --- | -- | -------------- | ---------------------------------- | ------------------ | ---------------------------------- | -------------------- |
| 278 | 1  | American Jihad | Amerykański dżihad                 | Constantine Makris | Aaron Zelman, Marc Guggenheim      | 2 października 2002  |
| 279 | 2  | Shangri-La     | Shangri-La                         | Constantine Makris | Michael S. Chernuchin              | 9 października 2002  |
| 280 | 3  | True Crime     | Prawdziwa zbrodnia                 | Martha Mitchell    | Wendy Battles, Noah Baylin         | 16 października 2002 |
| 281 | 4  | Tragedy on Rye | Film z wakacji                     | David Platt        | William N. Fordes                  | 30 października 2002 |
| 282 | 5  | The Ring       | Pierścionek                        | Richard Dobbs      | Michael S. Chernuchin              | 6 listopada 2002     |
| 283 | 6  | Hitman         | Płatny zabójca                     | Richard Dobbs      | Eric Overmyer                      | 13 listopada 2002    |
| 284 | 7  | Open Season    | Otwarty sezon                      | Matthew Penn       | Richard Sweren                     | 20 listopada 2002    |
| 285 | 8  | Asterisk       | Gwiazdka                           | Steve Shill        | Terri Kopp                         | 27 listopada 2002    |
| 286 | 9  | The Wheel      | Koło                               | Richard Dobbs      | Jill Goldsmith                     | 11 grudnia 2002      |
| 287 | 10 | Mother’s Day   | Dzień Matki                        | Jace Alexander     | Janis Diamond                      | 8 stycznia 2003      |
| 288 | 11 | Chosen         | Wybraniec                          | Ed Sherin          | Michael S. Chernuchin              | 15 stycznia 2003     |
| 289 | 12 | Under God      | Wola boska                         | Gloria Muzio       | Marc Guggenheim, Noah Baylin       | 5 lutego 2003        |
| 290 | 13 | Absentia       | Nieobecność                        | Martha Mitchell    | Darnell Martin, Eric Overmyer      | 12 lutego 2003       |
| 291 | 14 | Star Crossed   | Urodzony pod nieszczęśliwą gwiazdą | David Platt        | Richard Sweren                     | 19 lutego 2003       |
| 292 | 15 | Bitch          | Suka                               | Constantine Makris | Michael S. Chernuchin, Roz Weinman | 26 lutego 2003       |
| 293 | 16 | Suicide Box    | Samobójcza skrzynka                | Matthew Penn       | Aaron Zelman                       | 26 marca 2003        |
| 294 | 17 | Genius         | Geniusz                            | Jace Alexander     | William N. Fordes                  | 2 kwietnia 2003      |
| 295 | 18 | Maritime       | Impreza na łodzi                   | Gloria Muzio       | Wendy Battles                      | 17 kwietnia 2003     |
| 296 | 19 | Seer           | Jasnowidz                          | James Quinn        | Jill Goldsmith                     | 23 kwietnia 2003     |
| 297 | 20 | Kid Pro Quo    | Nie to dziecko                     | David Platt        | Eric Overmyer, Roz Weinman         | 2 kwietnia 2003      |
| 298 | 21 | House Calls    | Domowe wizyty                      | Jace Alexander     | Janis Diamond                      | 7 maja 2003          |
| 299 | 22 | Sheltered      | Pod kloszem                        | Richard Dobbs      | Terri Kopp                         | 14 maja 2003         |
| 300 | 23 | Couples        | Trzy morderstwa                    | David Platt        | Lorenzo Carcaterra                 | 21 maja 2003         |
| 301 | 24 | Smoke          | Dym                                | Constantine Makris | Michael S. Chernuchin, Dick Wolf   | 21 maja 2003         |

## Sezon 14 (2003-2004)
| №   | #  | Tytuł                      | Polski tytuł             | Reżyseria          | Scenariusz                                           | Premiera             |
| --- | -- | -------------------------- | ------------------------ | ------------------ | ---------------------------------------------------- | -------------------- |
| 302 | 1  | Bodies                     | Ciała                    | Constantine Makris | William N. Fordes, Michael S. Chernuchin             | 24 września 2003     |
| 303 | 2  | Bounty                     | Szczodrość               | Matthew Penn       | Michael S. Chernuchin                                | 1 października 2003  |
| 304 | 3  | Patient Zero               | Pacjent zero             | David Platt        | Wendy Battles                                        | 8 października 2003  |
| 305 | 4  | Shrunk                     | Dziwne powiązania        | Jace Alexander     | Richard Sweren                                       | 22 października 2003 |
| 306 | 5  | Blaze                      | Pożar                    | Gloria Muzio       | Marc Guggenheim, Michael S. Chernuchin, Aaron Zelman | 29 października 2003 |
| 307 | 6  | Identity                   | Tożsamość                | Jace Alexander     | Janis Diamond                                        | 5 listopada 2003     |
| 308 | 7  | Floater                    | Sędzia łapówkarz         | Richard Dobbs      | Eric Overmyer                                        | 12 listopada 2003    |
| 309 | 8  | Embedded                   | Zabójstwo w Iraku        | Ed Sherin          | Craig Turk                                           | 19 listopada 2003    |
| 310 | 9  | Compassion                 | Z litości                | Constantine Makris | Roz Weinman                                          | 26 listopada 2003    |
| 311 | 10 | Ill-Conceived              | Zastępcza matka          | David Platt        | Aaron Zelman, Noah Baylin, Michael S. Chernuchin     | 3 grudnia 2003       |
| 312 | 11 | Darwinian                  | Prawo ulicy              | Jace Alexander     | Marc Guggenheim                                      | 7 stycznia 2004      |
| 313 | 12 | Payback                    | Spłata                   | Constantine Makris | Lorenzo Carcaterra                                   | 14 stycznia 2004     |
| 314 | 13 | Married with Children      | Mężatka z dzieckiem      | Richard Dobbs      | Wendy Battles, William N. Fordes                     | 4 lutego 2004        |
| 315 | 14 | City Hall                  | Ratusz                   | Gloria Muzio       | Marc Guggenheim, Richard Sweren                      | 11 lutego 2004       |
| 316 | 15 | Veteran's Day              | Dzień Kombatanta         | David Platt        | Noah Baylin                                          | 18 lutego 2004       |
| 317 | 16 | Can I Get a Witness?       | Znikający świadkowie     | Don Scardino       | Aaron Zelman                                         | 25 lutego 2004       |
| 318 | 17 | Hands Free                 | Ręce osobno              | Gloria Muzio       | Janis Diamond                                        | 3 marca 2004         |
| 319 | 18 | Evil Breeds                | Rasa złych i nikczemnych | Constantine Makris | Noah Baylin, Barry Schindel                          | 24 marca 2004        |
| 320 | 19 | Nowhere Man                | Człowiek znikąd          | Martha Mitchell    | William N. Fordes                                    | 31 marca 2004        |
| 321 | 20 | Everybody Loves Raimondo's | Ulubiona restauracja     | Richard Dobbs      | Lorenzo Carcaterra, Richard Sweren                   | 14 kwietnia 2004     |
| 322 | 21 | Vendetta                   | Vendetta                 | David Platt        | David Nahmod, Michael S. Chernuchin                  | 21 kwietnia 2004     |
| 323 | 22 | Gaijin                     | Gaijin                   | Jace Alexander     | Wendy Battles                                        | 28 kwietnia 2004     |
| 324 | 23 | Caviar Emptor              | Kawiorowe imperium       | Richard Dobbs      | Roz Weinman                                          | 12 maja 2004         |
| 325 | 24 | C.O.D                      | Obowiązki wzywają!       | Matthew Penn       | Richard Sweren, Marc Guggenheim                      | 19 maja 2004         |

## Sezon 15 (2004-2005)
| №   | #  | Tytuł               | Polski tytuł           | Reżyseria          | Scenariusz                                  | Premiera             |
| --- | -- | ------------------- | ---------------------- | ------------------ | ------------------------------------------- | -------------------- |
| 326 | 1  | Paradigm            | Paradygmat             | Matthew Penn       | Richard Sweren, Dick Wolf                   | 22 września 2004     |
| 327 | 2  | The Dead Wives Club | Klub zmarłych żon      | David Platt        | Nick Santora                                | 22 września 2004     |
| 328 | 3  | The Brotherhood     | Braterstwo             | Jean de Segonzac   | Alfredo Barrios Jr., Wendy Battles          | 29 września 2004     |
| 329 | 4  | Coming Down Hard    | Skutki uboczne         | Richard Dobbs      | Davey Holmes                                | 6 października 2004  |
| 330 | 5  | Gunplay             | Wymiana ognia          | Constantine Makris | William N. Fordes, Lois Johnson             | 20 października 2004 |
| 331 | 6  | Cut                 | Lekarska chciwość      | Richard Dobbs      | Wendy Battles                               | 27 października 2004 |
| 332 | 7  | Gov Love            | Gubernatorska miłość   | Michael Pressman   | Ross Berger, Richard Sweren                 | 10 listopada 2004    |
| 333 | 8  | Cry Wolf            | Wyjący wilk            | Don Scardino       | Lorenzo Carcaterra, Nick Santora            | 17 listopada 2004    |
| 334 | 9  | All in the Family   | Wszystko w rodzinie    | Jace Alexander     | William N. Fordes                           | 24 listopada 2004    |
| 335 | 10 | Enemy               | Wróg                   | Richard Dobbs      | Alfredo Barrios Jr.                         | 1 grudnia 2004       |
| 336 | 11 | Fixed               | Obsesja                | Ed Sherin          | Roz Weinman, Eric Overmyer                  | 8 grudnia 2004       |
| 337 | 12 | Mammon              | Mamona                 | Jace Alexander     | William N. Fordes, Douglas Stark            | 5 stycznia 2005      |
| 338 | 13 | Ain't No Love       | To nie miłość          | Paris Barclay      | Richard Sweren, Lois Johnson                | 12 stycznia 2005     |
| 339 | 14 | Fluency             | Epidema grypy          | Matthew Penn       | Nick Santora                                | 19 stycznia 2005     |
| 340 | 15 | Obsession           | Obsesja                | Constantine Makris | Alfredo Barrios Jr., Wendy Battles          | 9 lutego 2005        |
| 341 | 16 | The Sixth Man       | Szósty mężczyzna       | David Platt        | Lois Johnson, Richard Sweren                | 16 lutego 2005       |
| 342 | 17 | License to Kill     | Licjencja na zabijanie | Constantine Makris | Richard Sweren, Stuart Feldman              | 23 lutego 2005       |
| 343 | 18 | Dining Out          | Zbrodnia kucharza      | Jean de Segonzac   | Davey Holmes                                | 2 marca 2005         |
| 344 | 19 | Sects               | Sekta                  | Richard Dobbs      | Frank Pugliese                              | 30 marca 2005        |
| 345 | 20 | Tombstone           | Nagrobek               | Eric Stoltz        | Rick Eid                                    | 13 kwietnia 2005     |
| 346 | 21 | Publish and Perish  | Śmierć wydawcy         | Constantine Makris | Tom Szentgyorgi                             | 20 kwietnia 2005     |
| 347 | 22 | Sport of Kings      | Martwy dżokej          | Michael Pressman   | Richard Sweren, Wendy Battles, Nick Santora | 4 maja 2005          |
| 348 | 23 | In God We Trust     | Nadzieja w Bogu        | David Platt        | Richard Sweren                              | 11 maja 2005         |
| 349 | 24 | Locomotion          | Wypadek kolejowy       | Matthew Penn       | Eric Overmyer, Roz Weinman                  | 18 maja 2005         |

## Sezon 16 (2005-2006)
| №   | #  | Tytuł                | Polski tytuł         | Reżyseria          | Scenariusz                   | Premiera             |
| --- | -- | -------------------- | -------------------- | ------------------ | ---------------------------- | -------------------- |
| 350 | 1  | Red Ball             | Czerwona piłka       | Matthew Penn       | David Wilcox                 | 21 września 2005     |
| 351 | 2  | Flaw                 | Błąd                 | Jean de Segonzac   | Chris Levinson               | 28 września 2005     |
| 352 | 3  | Ghosts               | Duchy przeszłości    | Constantine Makris | Rick Eid                     | 5 października 2005  |
| 353 | 4  | Age of Innocence     | Wiek niewinności     | David Platt        | Davey Holmes                 | 12 października 2005 |
| 354 | 5  | Life Line            | Linia życia          | Rosemary Rodriguez | Greg Plageman                | 19 października 2005 |
| 355 | 6  | Birthright           | Pierworództwo        | Constantine Makris | David Slack                  | 2 listopada 2005     |
| 356 | 7  | House of Cards       | Dom z kart           | Michael Pressman   | Wendy Battles                | 9 listopada 2005     |
| 357 | 8  | New York Minute      | Nowojorska gorączka  | Don Scardino       | Nicholas Wootton             | 16 listopada 2005    |
| 358 | 9  | Criminal Law         | Prawo mordercy       | Ed Sherin          | David Wilcox                 | 23 listopada 2005    |
| 359 | 10 | Acid                 | Kwas                 | Michael Pressman   | Richard Sweren               | 30 listopada 2005    |
| 360 | 11 | Bible Story          | Przypowieść biblijna | Rick Wallace       | Richard Sweren               | 7 grudnia 2005       |
| 361 | 12 | Family Friend        | Przyjaciel rodziny   | Jean de Segonzac   | Philippe Browning            | 11 stycznia 2006     |
| 362 | 13 | Heart of Darkness    | Serce ciemności      | Richard Dobbs      | Carter Harris                | 18 stycznia 2006     |
| 363 | 14 | Magnet               | Magnes               | Adam Bernstein     | David Black                  | 8 lutego 2006        |
| 364 | 15 | Choice of Evils      | Mniejsze zło         | Michael Pressman   | David Wilcox                 | 1 marca 2006         |
| 365 | 16 | Cost of Capital      | Koszt kapitału       | Michael W. Watkins | Tom Smuts, Rick Eid          | 8 marca 2006         |
| 366 | 17 | America, Inc.        | Korporacja Ameryka   | Jean de Segonzac   | Richard Sweren               | 22 marca 2006        |
| 367 | 18 | Thinking Makes It So | Myśl, a potem rób    | Tony Goldwyn       | Michael S. Chernuchin        | 29 marca 2006        |
| 368 | 19 | Positive             | Zbrodnicza terapia   | Richard Dobbs      | Sonny Postiglione            | 5 kwietnia 2006      |
| 369 | 20 | Kingmaker            | Nagłówek śmierci     | Don Scardino       | David Slack                  | 3 maja 2006          |
| 370 | 21 | Hindsight            | Na celowniku         | Jean de Segonzac   | Chris Levinson               | 10 maja 2006         |
| 371 | 22 | Invaders             | Najeźdźcy            | Matthew Penn       | David Wilcox, Richard Sweren | 17 maja 2006         |

## Sezon 17 (2006-2007)
| №   | #  | Tytuł                   | Polski tytuł          | Reżyseria          | Scenariusz                       | Premiera             |
| --- | -- | ----------------------- | --------------------- | ------------------ | -------------------------------- | -------------------- |
| 372 | 1  | Fame                    | Sława                 | Jean de Segonzac   | Nicholas Wootton                 | 22 września 2006     |
| 373 | 2  | Avatar                  | Awatar                | Vincent Misiano    | David Slack                      | 29 września 2006     |
| 374 | 3  | Home Sweet              | Słodki dom            | Richard Dobbs      | Michael S. Chernuchin            | 6 października 2006  |
| 375 | 4  | Fear America            | Strzeżcie się Ameryki | Constantine Makris | Sonny Postiglione, Robert Nathan | 13 października 2006 |
| 376 | 5  | Public Service Homicide | Dobro publiczne       | Constantine Makris | Chris Levinson                   | 20 października 2006 |
| 377 | 6  | Profiteer               | Oszust                | Arthur W. Forney   | David Wilcox                     | 27 października 2006 |
| 378 | 7  | In Vino Veritas         | In Vino Veritas       | Tim Hunter         | David Wilcox                     | 3 listopada 2006     |
| 379 | 8  | Release                 | Śmierć na trasie      | Michael Pressman   | Rick Eid, Nicholas Wootton       | 10 listopada 2006    |
| 380 | 9  | Deadlock                | Impas                 | Alex Chapple       | David Slack                      | 17 listopada 2006    |
| 381 | 10 | Corner Office           | Biuro na rogu         | Joan Stein Schimke | Rick Eid, Richard Sweren         | 6 grudnia 2006       |
| 382 | 11 | Remains of the Day      | Okruchy dnia          | Constantine Makris | Shiya Ribowsky, David Wilcox     | 5 stycznia 2007      |
| 383 | 12 | Charity Case            | Kwestia miłosierdzia  | Michael Pressman   | Nicholas Wootton                 | 12 stycznia 2007     |
| 384 | 13 | Talking Points          | Twarda dyskusja       | Matthew Penn       | Michael S. Chernuchin            | 2 lutego 2007        |
| 385 | 14 | Church                  | Kościół               | Constantine Makris | Rick Eid                         | 9 lutego 2007        |
| 386 | 15 | Melting Pot             | Kocioł                | Jean de Segonzac   | Richard Sweren                   | 16 lutego 2007       |
| 387 | 16 | Murder Book             | Książka mordercy      | Constantine Makris | David Wilcox                     | 23 lutego 2007       |
| 388 | 17 | Good Faith              | Dobra wiara           | Sam Weisman        | David Slack                      | 30 marca 2007        |
| 389 | 18 | Bling                   | Skrucha               | Karen Gaviola      | Matthew McGough                  | 6 kwietnia 2007      |
| 390 | 19 | Fallout                 | Wyjście               | Constantine Makris | Sonny Postiglione                | 27 kwietnia 2007     |
| 391 | 20 | Captive                 | Więzień               | Michael W. Watkins | Richard Sweren                   | 4 maja 2007          |
| 392 | 21 | Over Here               | Tu i teraz            | Constantine Makris | William N. Fordes                | 11 maja 2007         |
| 393 | 22 | The Family Hour         | Rodzinna godzina      | Matthew Penn       | David Slack, Richard Sweren      | 18 maja 2007         |

## Sezon 18 (2008)
| №   | #  | Tytuł              | Polski tytuł       | Reżyseria          | Scenariusz                       | Premiera         |
| --- | -- | ------------------ | ------------------ | ------------------ | -------------------------------- | ---------------- |
| 394 | 1  | Called Home        | W domu             | Allen Coulter      | René Balcer                      | 2 stycznia 2008  |
| 395 | 2  | Darkness           | Ciemność           | Michael Dinner     | David Slack, William N. Fordes   | 2 stycznia 2008  |
| 396 | 3  | Misbegotten        | Chybione           | Michael W. Watkins | Stephanie Sengupta, David Wilcox | 9 stycznia 2008  |
| 397 | 4  | Bottomless         | Bez dna            | Alex Chapple       | Ed Zuckerman                     | 16 stycznia 2008 |
| 398 | 5  | Driven             | Powody             | Alan Taylor        | Gina Gionfriddo, Richard Sweren  | 23 stycznia 2008 |
| 399 | 6  | Political Animal   | Zwierzę polityczne | Jean de Segonzac   | David Slack, Ed Zuckerman        | 30 stycznia 2008 |
| 400 | 7  | Quit Claim         | Ostatnie zeznania  | Jim McKay          | David Wilcox, William N. Fordes  | 6 lutego 2008    |
| 401 | 8  | Illegal            | Na nielegalu       | Constantine Makris | William N. Fordes, David Slack   | 13 lutego 2008   |
| 402 | 9  | Executioner        | Kat                | Constantine Makris | Gina Gionfriddo, Richard Sweren  | 20 lutego 2008   |
| 403 | 10 | Tango              | Tango              | Dean White         | Stephanie Sengupta               | 27 lutego 2008   |
| 404 | 11 | Betrayal           | Zdrada             | Marc Levin         | Richard Sweren, Gina Gionfriddo  | 5 marca 2008     |
| 405 | 12 | Submission         | Podanie            | Constantine Makris | Ed Zuckerman                     | 12 marca 2008    |
| 406 | 13 | Angelgrove         | Skrzat leśny       | Darnell Martin     | David Wilcox, Stephanie Sengupta | 19 marca 2008    |
| 407 | 14 | Burn Card          | Spalona karta      | Mario Van Peebles  | David Wilcox, Ed Zuckerman       | 23 kwietnia 2008 |
| 408 | 15 | Bogeyman           | Straszydło         | Tim Hunter         | Gina Gionfriddo, Richard Sweren  | 30 kwietnia 2008 |
| 409 | 16 | Strike             | Strajk             | Marisol Torres     | David Slack, William N. Fordes   | 7 maja 2008      |
| 410 | 17 | Personae Non Grata | Persona non grata  | John David Coles   | Matt McGough, Stephanie Sengupta | 14 maja 2008     |
| 411 | 18 | Excalibur          | Excalibur          | Jim McKay          | Ed Zuckerman, René Balcer        | 21 maja 2008     |

## Sezon 19 (2008-2009)
| №   | #  | Tytuł                     | Polski tytuł            | Reżyseria          | Scenariusz                                        | Premiera          |
| --- | -- | ------------------------- | ----------------------- | ------------------ | ------------------------------------------------- | ----------------- |
| 412 | 1  | Rumble                    | Bijatyka                | Constantine Makris | Christopher Ambrose, Richard Sweren               | 5 listopada 2008  |
| 413 | 2  | Challenged                | Upośledzony             | Fred Berner        | Ed Zuckerman, René Balcer                         | 12 listopada 2008 |
| 414 | 3  | Lost Boys                 | Straceńcy               | Chris Zalla        | Richard Sweren, Gina Gionfriddo                   | 19 listopada 2008 |
| 415 | 4  | Falling                   | Upadek                  | Michael Watkins    | Keith Eisner, Stephanie Sengupta                  | 26 listopada 2008 |
| 416 | 5  | Knock Off                 | Brudna sprawa           | Constantine Makris | Matt McGough, Jonathan Rintels, William N. Fordes | 3 grudnia 2008    |
| 417 | 6  | Sweetie                   | Pożyczone życie         | Mario Van Peebles  | Luke Schelhaas, Ed Zuckerman                      | 10 grudnia 2008   |
| 418 | 7  | Zero                      | Zero                    | Marisol Torres     | Luke Schelhaas, Ed Zuckerman                      | 17 grudnia 2008   |
| 419 | 8  | Chattel                   | Niewolnicy              | Jim McKay          | Matthew McGough, William N. Fordes                | 7 stycznia 2009   |
| 420 | 9  | By Perjury                | Sądowa pułapka          | Darnell Martin     | Christopher Ambrose, Richard Sweren               | 14 stycznia 2009  |
| 421 | 10 | Pledge                    | Pragnienie zła          | Alex Chapple       | Gina Gionfriddo, Richard Sweren                   | 21 stycznia 2009  |
| 422 | 11 | Lucky Stiff               | Szczęśliwy trup         | Marc Levin         | Matthew McGough, Ed Zuckerman                     | 28 stycznia 2009  |
| 423 | 12 | Illegitimate              | Nieślubny syn           | Josh Marston       | Keith Eisner, Stephanie Sengupta                  | 4 lutego 2009     |
| 424 | 13 | Crimebusters              | Prywatna sprawiedliwość | Alex Chapple       | Richard Sweren, Gina Gionfriddo                   | 11 lutego 2009    |
| 425 | 14 | Rapture                   | Kult                    | Fred Berner        | Luke Schelhaas, Ed Zuckerman                      | 18 lutego 2009    |
| 426 | 15 | Bailout                   | Dofinansowanie          | Jean de Segonzac   | Christopher Ambrose, Richard Sweren               | 11 marca 2009     |
| 427 | 16 | Take-out                  | Agent                   | Jim McKay          | Keith Eisner, William N. Fordes                   | 18 marca 2009     |
| 428 | 17 | Anchors Away              | Zbrodnia na wizji       | Alex Chapple       | Matthew McGough, Ed Zuckerman                     | 25 marca 2009     |
| 429 | 18 | Promote This!             | Zbrodnia nienawiści     | Michael Watkins    | Christopher Ambrose, Richard Sweren               | 29 kwietnia 2009  |
| 430 | 19 | All New                   | Od początku             | Roger Young        | Keith Eisner, William N. Fordes                   | 6 maja 2009       |
| 431 | 20 | Exchange                  | Wymiana                 | Ernest Dickerson   | Stephanie Sengupta                                | 13 maja 2009      |
| 432 | 21 | Skate or Die              | Naśladowca              | Norberto Barba     | Luke Schelhaas, Ed Zuckerman                      | 20 maja 2009      |
| 433 | 22 | The Drowned and the Saved | Mroczna strona          | Fred Berner        | Richard Sweren, Gina Gionfriddo                   | 3 czerwca 2009    |

## Sezon 20 (2009-2010)
| №   | #  | Tytuł                     | Polski tytuł               | Reżyseria          | Scenariusz                                        | Premiera             |
| --- | -- | ------------------------- | -------------------------- | ------------------ | ------------------------------------------------- | -------------------- |
| 434 | 1  | Memo from the Dark Side   | Wiadomość z ciemnej strony | Fred Berner        | Keith Eisner, René Balcer                         | 25 września 2009     |
| 435 | 2  | Just a Girl in the World  | Jedyna taka dziewczyna     | M.T. Adler         | Richard Sweren, Christopher Ambrose               | 2 października 2009  |
| 436 | 3  | Great Satan               | Wielki Szatan              | Michael Dinner     | Luke Schelhaas, Ed Zuckerman                      | 9 października 2009  |
| 437 | 4  | Reality Bites             | Gorzka rzeczywistość       | Constantine Makris | Luke Schelhaas, Ed Zuckerman                      | 16 października 2009 |
| 438 | 5  | Dignity                   | Godność                    | Jim McKay          | Julie Martin, Richard Sweren                      | 23 października 2009 |
| 439 | 6  | Human Flesh Search Engine | Śmierć z Internetu         | Darnell Martin     | Matthew McGough, Ed Zuckerman                     | 30 października 2009 |
| 440 | 7  | Boy Gone Astray           | Straceni chłopcy           | Rose Troche        | Keith Eisner, René Balcer                         | 6 listopada 2009     |
| 441 | 8  | Doped                     | Naćpana                    | Mario Van Peebles  | Christopher Ambrose, Richard Sweren               | 6 listopada 2009     |
| 442 | 9  | For the Defense           | Linia obrony               | William Klayer     | Luke Schelhaas, Ed Zuckerman                      | 13 listopada 2009    |
| 443 | 10 | Shotgun                   | Dubeltówka                 | Roger Young        | Richard Sweren, Julie Martin                      | 20 listopada 2009    |
| 444 | 11 | Fed                       | Nakarmiony                 | Alex Chapple       | Keith Eisner, René Balcer                         | 11 grudnia 2009      |
| 445 | 12 | Blackmail                 | Szantaż                    | Marc Levin         | Matthew McGough, Ed Zuckerman                     | 15 stycznia 2010     |
| 446 | 13 | Steel-Eyed Death          | Stalowooka śmierć          | Michael Pressman   | Richard Sweren, Christopher Ambrose, Julie Martin | 1 marca 2010         |
| 447 | 14 | Boy on Fire               | Spalony żywcem             | Rose Troche        | Luke Schelhaas, Matthew McGough, Ed Zuckerman     | 1 marca 2010         |
| 448 | 15 | Brilliant Disguise        | Idealna przykrywka         | Alex Chapple       | Keith Eisner, René Balcer                         | 8 marca 2010         |
| 449 | 16 | Innocence                 | Niewinność                 | Fred Berner        | Richard Sweren, Julie Martin                      | 15 marca 2010        |
| 450 | 17 | Four Cops Shot            | Postrzeleni                | Jim McKay          | Matt McGough, Luke Schelhaas, Ed Zuckerman        | 22 marca 2010        |
| 451 | 18 | Brazil                    | Eko-śmierć                 | Jean de Segonzac   | Keith Eisner, René Balcer                         | 29 marca 2010        |
| 452 | 19 | Crashers                  | Incydent                   | Darnell Martin     | Richard Sweren, Christopher Ambrose, Julie Martin | 3 maja 2010          |
| 453 | 20 | The Taxman Cometh         | Śmierć i pieniądze         | Fred Berner        | William N. Fordes, Ed Zuckerman                   | 10 maja 2010         |
| 454 | 21 | Immortal                  | Nieśmiertelny              | Jim McKay          | Richard Sweren, Julie Martin                      | 17 maja 2010         |
| 455 | 22 | Love Eternal              | Wieczna miłość             | William Klayer     | Ed Zuckerman                                      | 17 maja 2010         |
| 456 | 23 | Rubber Room               | Szkolny terror             | René Balcer        | René Balcer                                       | 24 maja 2010         |